# Église Saint-François de Bornival
L'église Saint-François (ou église Saint-François d'Assise) est une église de style classique située à Bornival, petit village de la ville belge de Nivelles, dans l'ouest de la province du Brabant wallon.

## Localisation
L'église se dresse au numéro 40 de la rue du Centre, à Bornival, un village très rural du nord-ouest de la ville de Nivelles qui n'a, paradoxalement, pas de centre et n'est qu'une succession de rues campagnardes.

## Historique

### Construction
L'église Saint-François a été fondée par le seigneur du lieu, François d'Arlin qui entra en possession de la seigneurie de Bornival par son mariage avec Marie van der Hofstadt, et qui fut autorisé à y célébrer l'office divin le 13 janvier 1603,.
Cette église, classée en 1985, est le résultat de deux phases de construction.
La nef et la partie intérieure du chœur ont été édifiées en style gothique tardif en 1603 grâce au seigneur François d'Arlin, alors que les collatéraux et le reste du chœur ont été réalisés vers 1780, en style classique. La sacristie sud a été ajoutée au XIXe siècle.
Le ressort spirituel de la paroisse comprenait la seigneurie de Bornival qui dépendait auparavant de Monstreux.
Après le Concordat, l'église devint une succursale de la cure de Sainte-Gertrude à Nivelles.
Le presbytère a été élevé en 1777 avec les débris du château comme l'indique un chronogramme inscrit sur la façade vers le jardin :
CastrI eXInanItIo DoMVs pastoraLIs fVIt ereCtIo

### Classement et restauration
L'église fait l'objet d'un classement comme monument historique depuis le 3 janvier 1985.
La restauration de l'édifice fut décidée en avril 1985 par le conseil communal de Nivelles : elle était rendue nécessaire par l'agrandissement réalisé au XVIIIe siècle qui déstructura la charpente initiale qui n'avait pas été conçue pour supporter des bas-côtés ni une voûte plus imposante, avec comme conséquence l'écartement des murs.
Durant cette restauration qui a été menée de 1997 à 2000 et a rendu sa stabilité et son éclat au monument, la charpente et les ardoises ont été remplacées, le bâtiment a été consolidé et recouvert d'un enduit blanc, et l'orgue a été restauré.

## Architecture

### Architecture extérieure
L'église, édifiée en briques peintes en blanc, en grès et en pierre bleue se dresse au milieu d'un cimetière ceint d'un mur.

#### La façade principale
À l'ouest, l'église Saint-François présente une façade de briques peintes en blanc, sur un soubassement de pierre bleue bouchardée assemblée en grand appareil. Le soubassement est terminé par un cordon de pierre biseauté.
Le centre de la façade est percé d'une porte dont l'encadrement en pierre bleue est constitué de deux piédroits massifs faits de blocs de taille décroissante et d'un linteau en mitre sculpté de trois écus. La porte est surmontée d'une large baie de style classique dont les piédroits à triple harpe supportent un arc surbaissé à clé d'arc saillante.

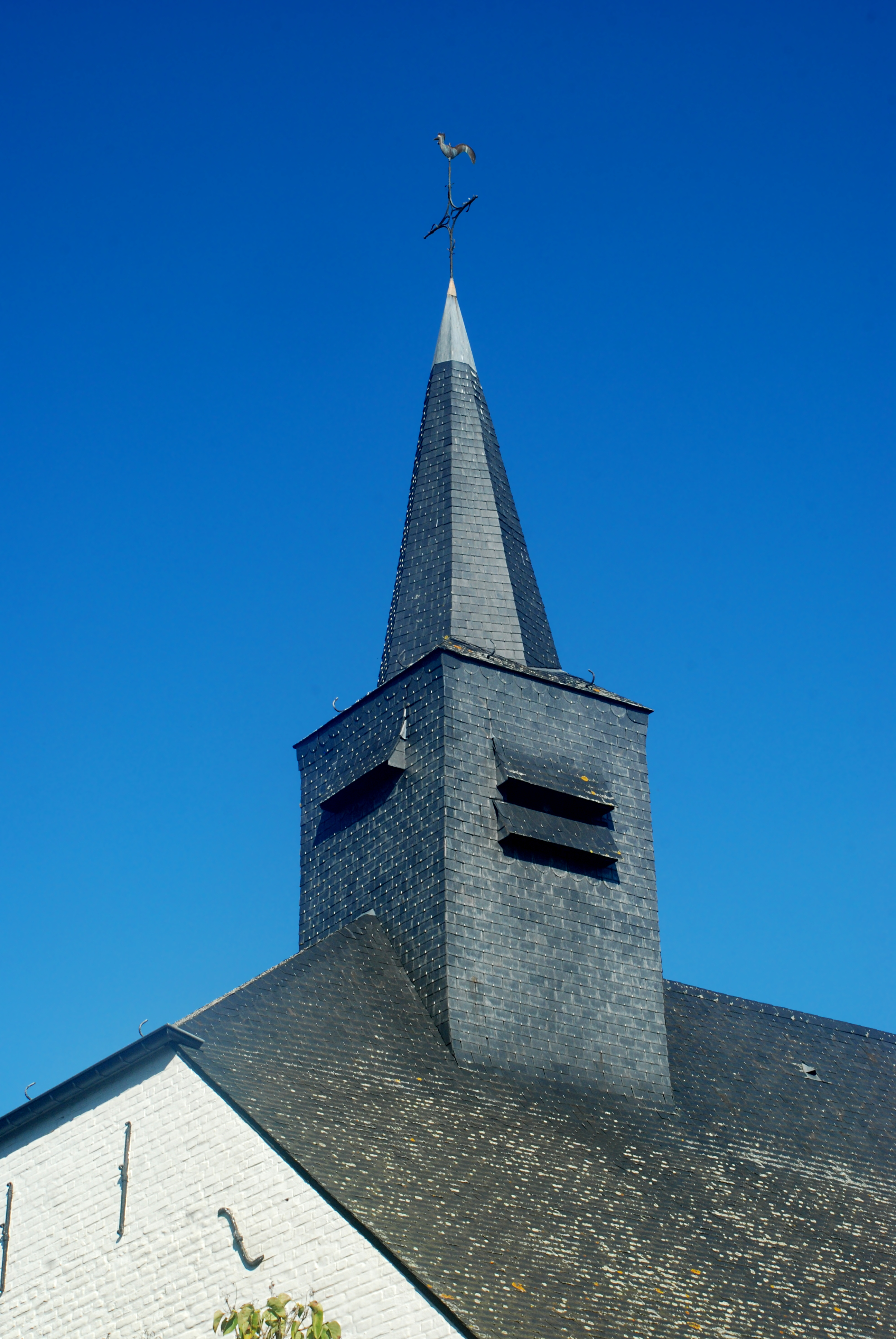
Le clocheton.
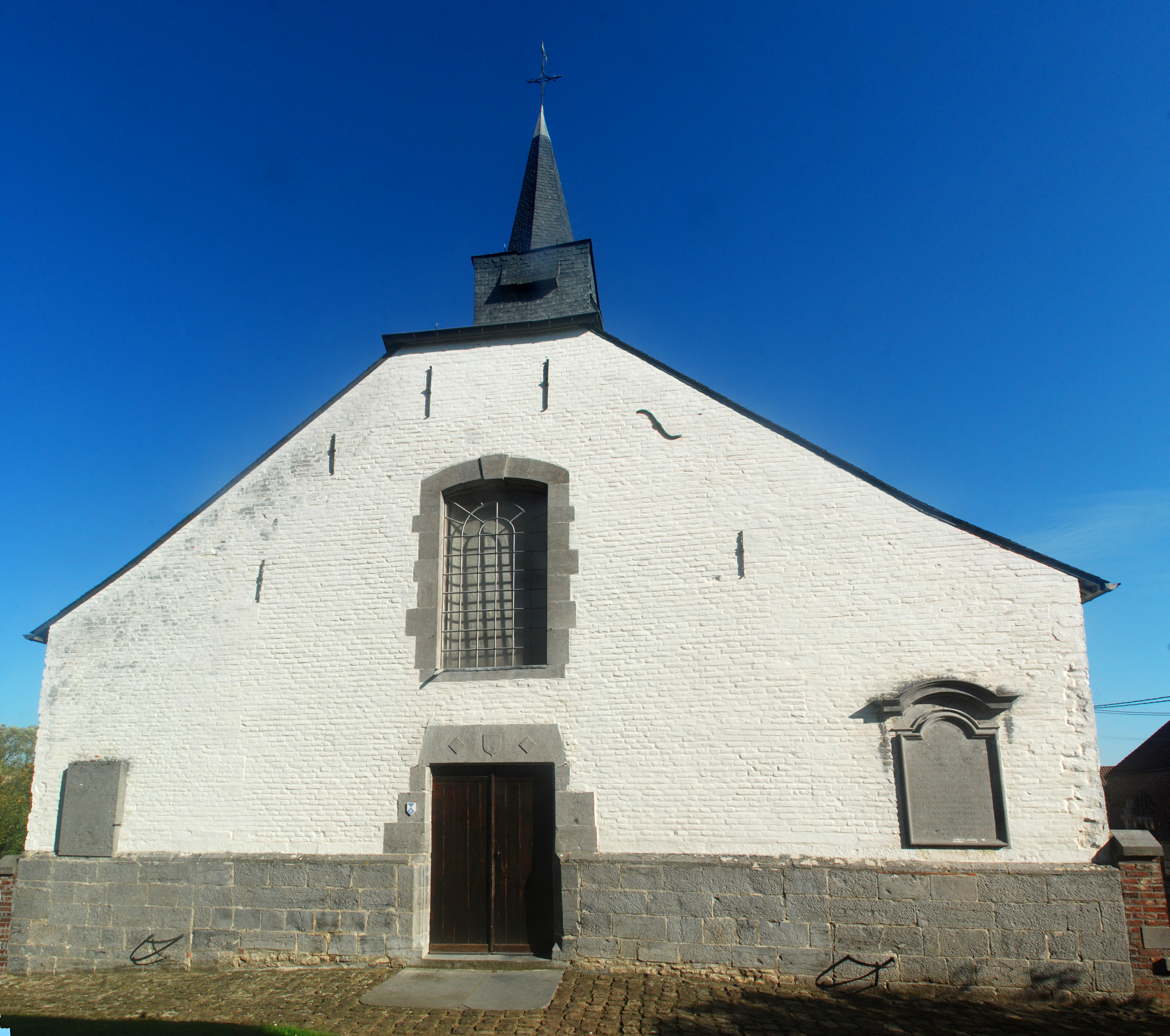
La façade.
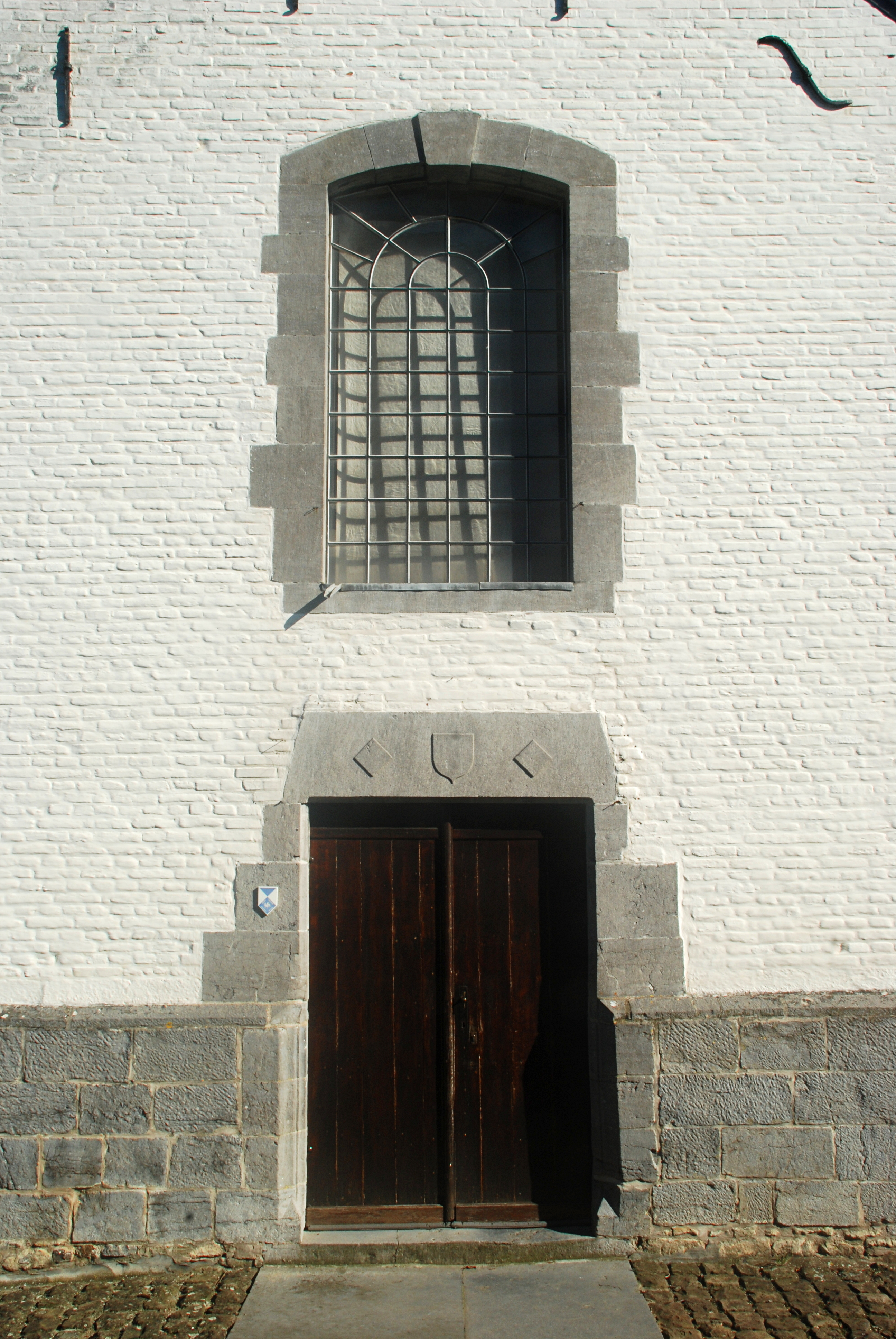
La porte et la baie.
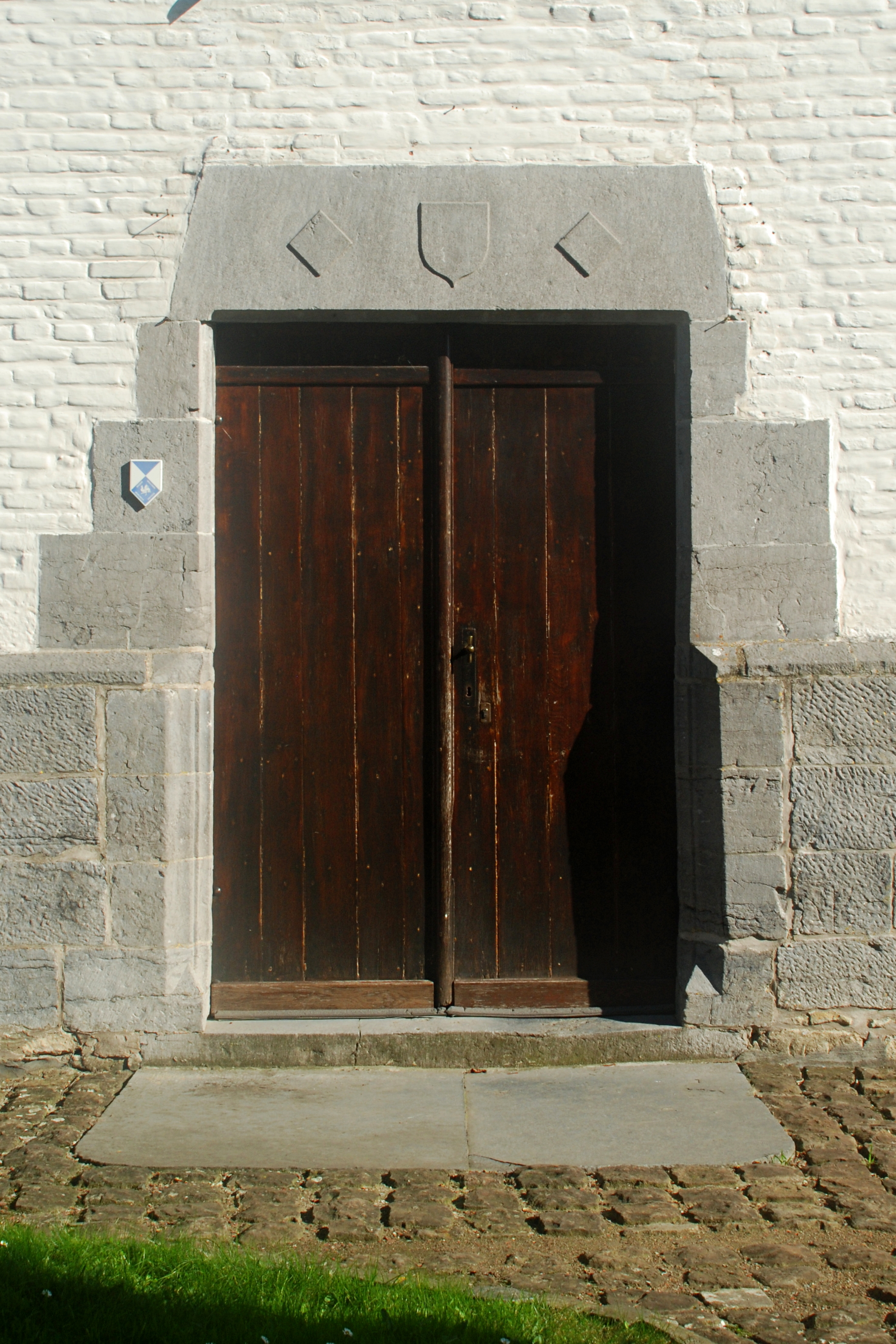
La porte.

#### La façade méridionale et le chevet

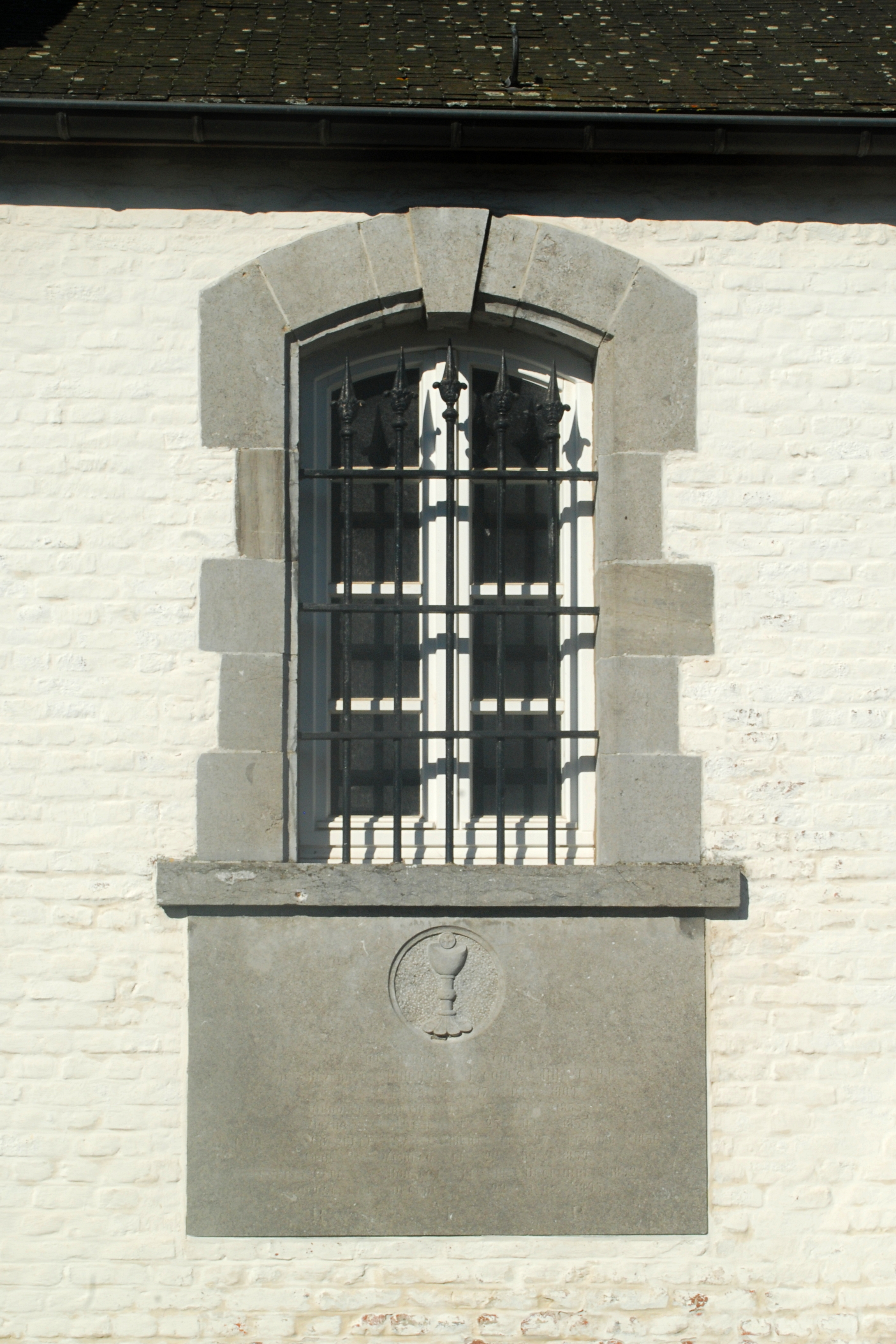
La fenêtre de la sacristie.

La façade méridionale, constituée par le collatéral sud, est percée de quatre baies cintrées (« vaguement classiques » selon les termes du Patrimoine monumental), à simple ébrasement et dont l'encadrement de pierre bleue est irrégulièrement harpé. Certains claveaux de ces fenêtres portent des marques de tâcheron.
Cette façade est prolongée par une petite sacristie rectangulaire couverte d'un toit en appentis et percée d'une baie d'un style classique plus marqué, dont l'allège est constituée d'une dalle funéraire et dont les piédroits moulurés présentent une triple harpe et supportent un arc surbaissé à clé d'arc en saillie.
À l'est, l'église présente une travée de chœur masquée au sud par la sacristie et un chevet à pans percé de fenêtres à arc en anse de panier et surmonté d'une élégante croix en fer forgé.

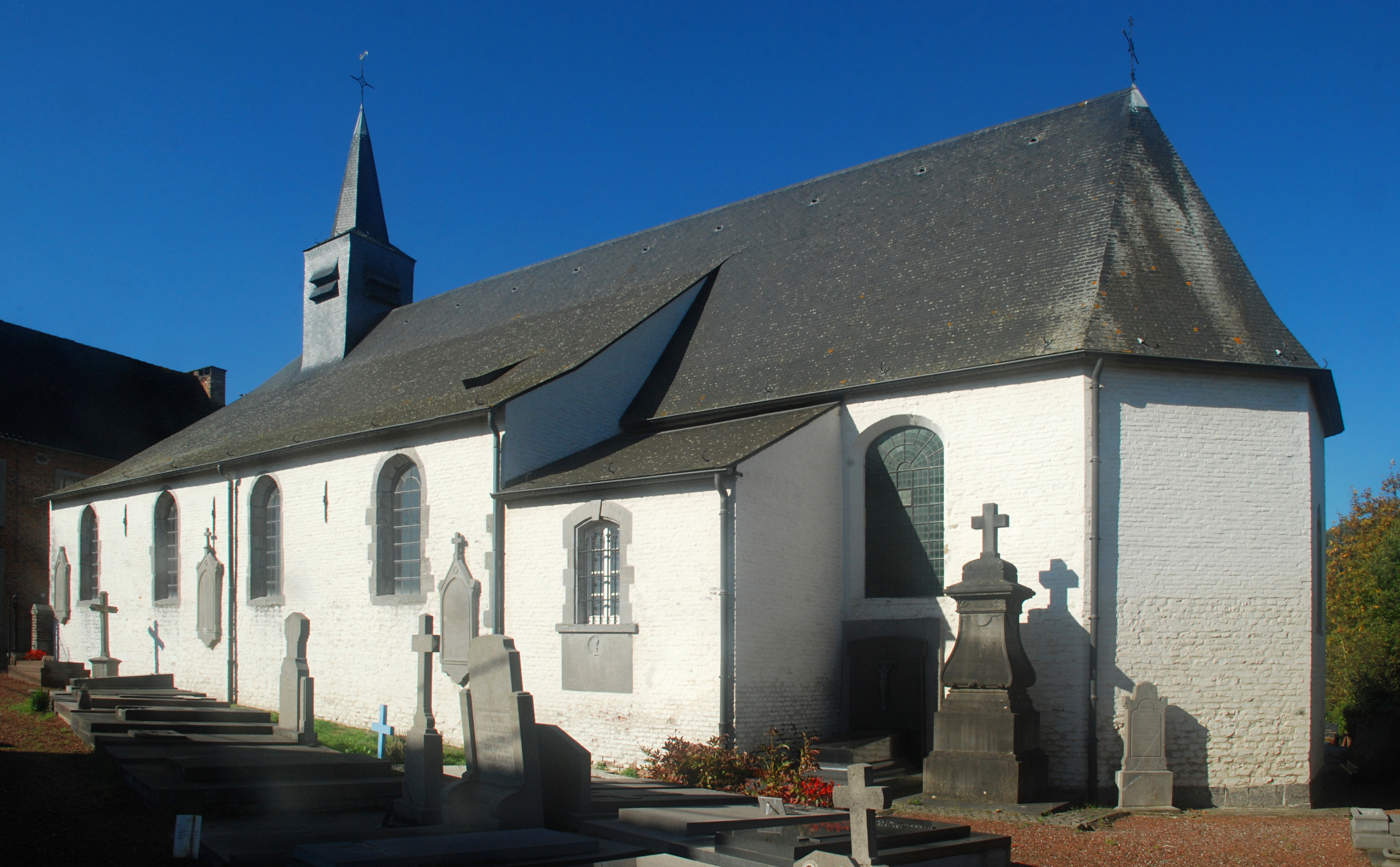
Façade sud et chevet.
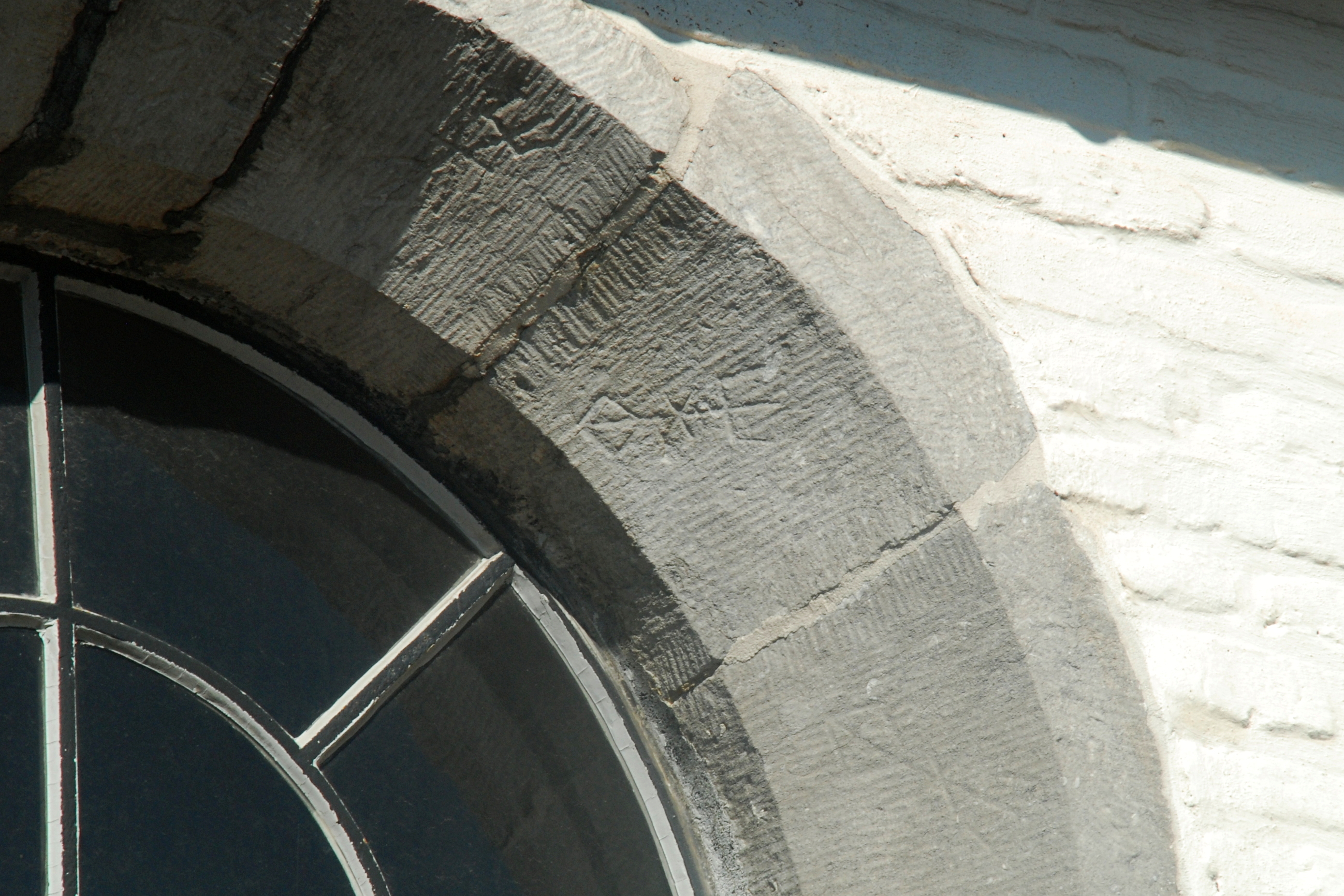
Marques de tâcheron.

### Architecture intérieure
À l'intérieur l'église présente un plan basilical et se compose d'un chœur et de trois nefs de 4 travées.
Les autels latéraux sont consacrés l'un à saint François d'Assise et l'autre à Notre-Dame du Rosaire.
L'église abrite un orgue du XVIIIe siècle, qui a été restauré vers l'an 2000,.

## Dalles funéraires

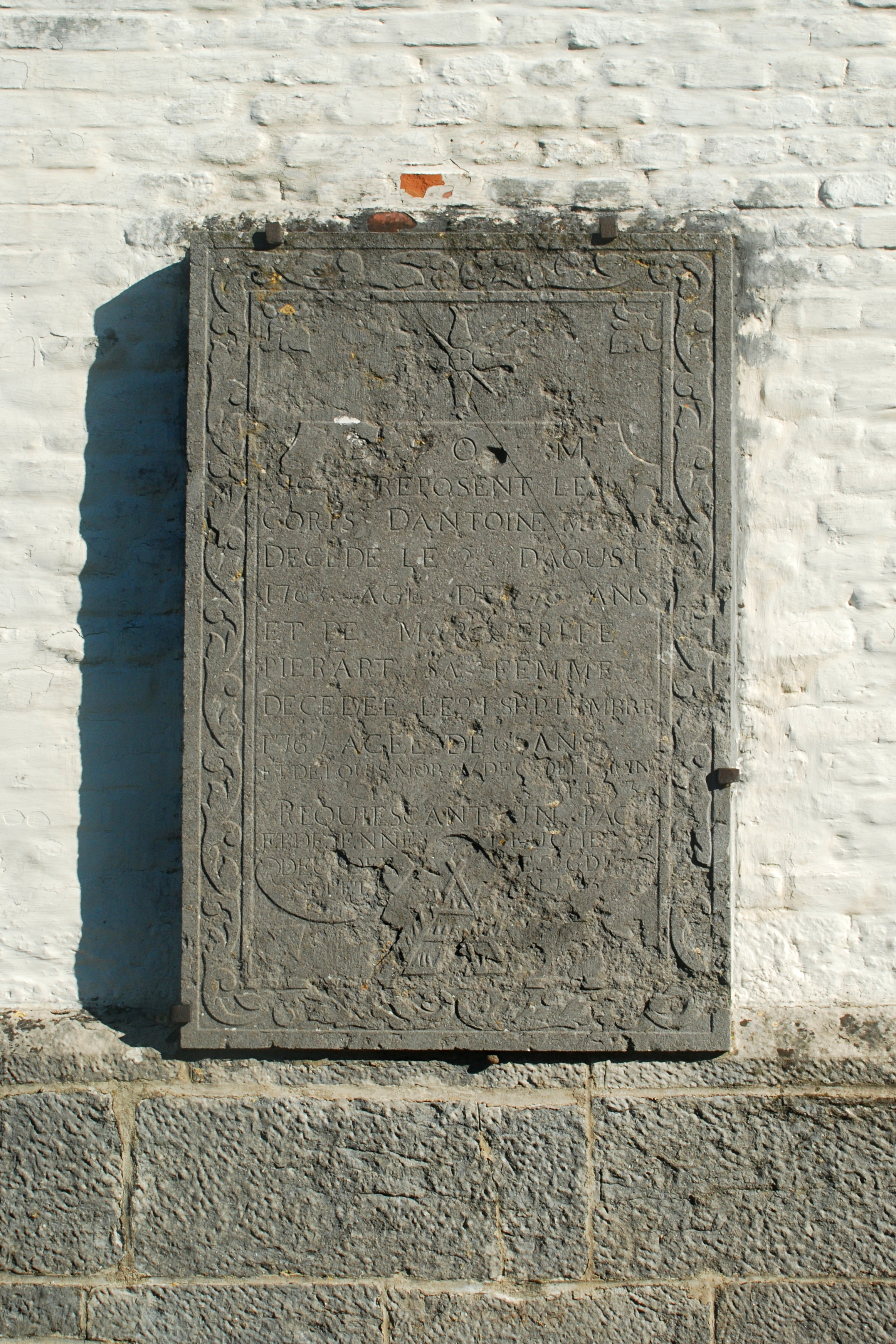
Dalle funéraire ornant la façade.

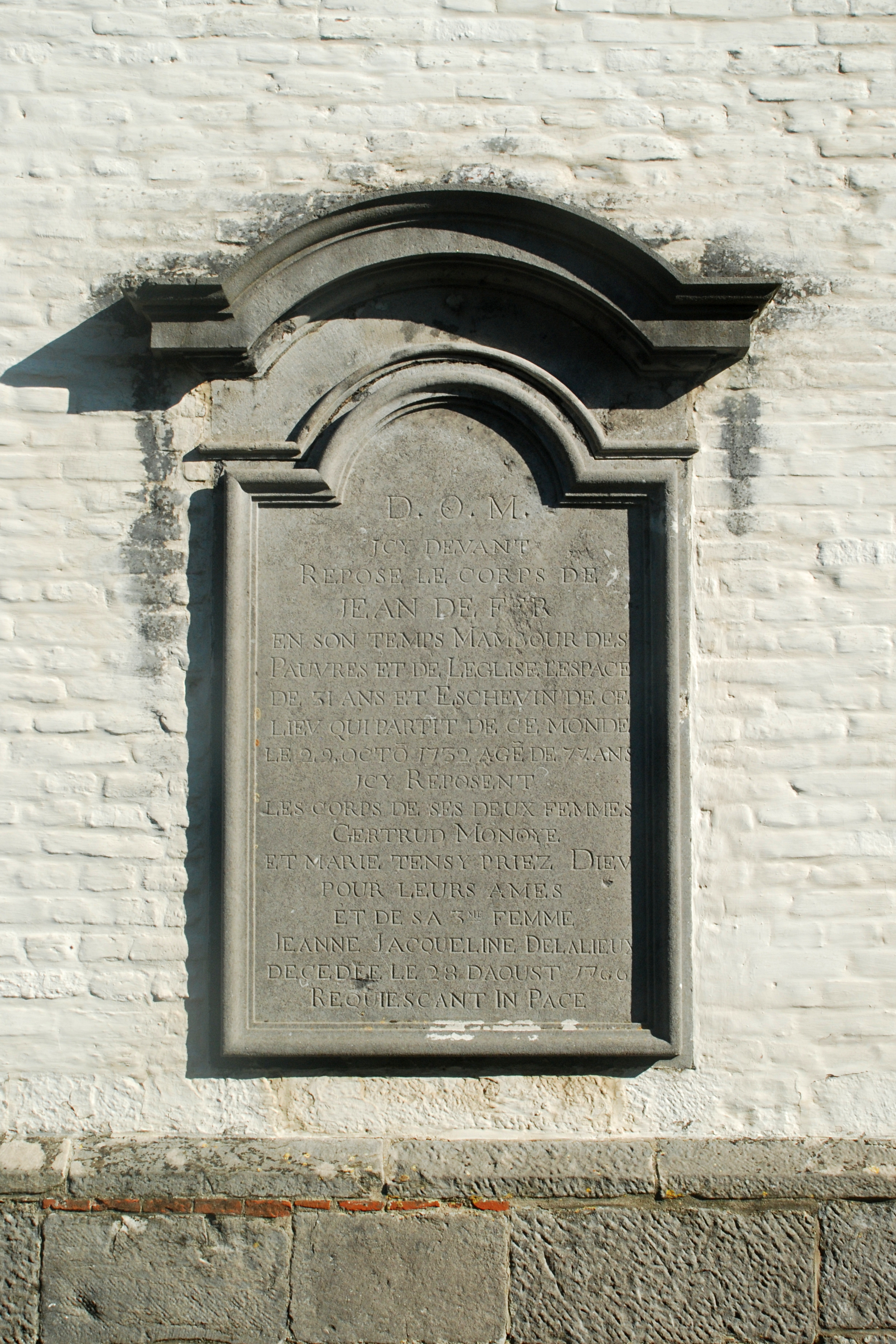
Dalle funéraire de
Jean De Fer.

Le pavement de l'église compte vingt-six dalles funéraires.
Le chœur et la nef de l'église abritent les dalles funéraires de plusieurs seigneurs de Bornival et de Grambais (une localité située au nord de Bornival) et de leurs parents :
- François Darlin (le fondateur de l'église), « seigneur de Bourgnival », décédé le 23 mai 1641 ;
- Simon Paul Darlin, « baron de Bourgnival » et seigneur de Grambais, décédé le 9 juin 1649 ;
- Marye de Termonde, « dame de Bornivalle et de Granbey », décédée le 22 octobre 1639 ;
- Marguerite Darlin, fille du seigneur et de la dame de Bornivalle, trépassée le 14 décembre 1638 ;
- Barbe de Herzelle, trépassée le 15 mai 1652 ;
- Michel Joseph de Beyens, seigneur de Grambais, décédé le 9 février 1745.

À l'extérieur, la façade occidentale est ornée de deux belles dalles en pierre bleue, disposées aux deux extrémités de la façade. Celle de droite, surmontée d'un puissant larmier en forte saillie, est nettement plus lisible que l'autre :
D.O.M.

Icy devant

Repose le corps de Jean De Fer

En son temps mambour des

Pauvres et de l'église l'espace

De 31 ans et Eschevin de ce

Lieu qui partit de ce monde

Le 22 octobre 1732 âgé de 77 ans

Icy reposent

Les corps de ses deux femmes

Gertrud Monoye

Et Marie Tensy Priez Dieu

Pour leurs âmes

Et de sa 3e femme

Jeanne Jacqueline Delalieux

Décédée le 28 daoust 1766

Requiescant in pace